# Đội tuyển bóng đá nữ quốc gia Guam
Đội tuyển bóng đá nữ quốc gia Guam (tiếng Anh: Guam women's national football team) là đội bóng đại diện cho nữ giới ở Guam.

## Thành tích tại Cúp thế giới
| Vòng chung kết Cúp thế giới | Vòng chung kết Cúp thế giới | Vòng chung kết Cúp thế giới | Vòng chung kết Cúp thế giới | Vòng chung kết Cúp thế giới | Vòng chung kết Cúp thế giới | Vòng chung kết Cúp thế giới | Vòng chung kết Cúp thế giới | Vòng chung kết Cúp thế giới | Vòng chung kết Cúp thế giới |
| Năm                         | Kết quả                     | Hạng                        | Tr                          | T                           | H*                          | B                           | BT                          | BB                          | HS                          |
| --------------------------- | --------------------------- | --------------------------- | --------------------------- | --------------------------- | --------------------------- | --------------------------- | --------------------------- | --------------------------- | --------------------------- |
| 1991 đến 1995               | Không tham dự               | —                           | —                           | —                           | —                           | —                           | —                           | —                           | —                           |
| 1999 đến 2023               | Không vượt qua vòng loại    | —                           | —                           | —                           | —                           | —                           | —                           | —                           | —                           |
| Tổng                        | 0/9                         | —                           | —                           | —                           | —                           | —                           | —                           | —                           | —                           |

* Trận hòa bao gồm các trận đấu loại trực tiếp được quyết định bằng sút luân lưu.

## Thành tích tại Cúp bóng đá nữ châu Á
| Cúp bóng đá nữ châu Á | Cúp bóng đá nữ châu Á    | Cúp bóng đá nữ châu Á | Cúp bóng đá nữ châu Á | Cúp bóng đá nữ châu Á | Cúp bóng đá nữ châu Á | Cúp bóng đá nữ châu Á | Cúp bóng đá nữ châu Á | Cúp bóng đá nữ châu Á | Cúp bóng đá nữ châu Á |
| Năm                   | Kết quả                  | Tr                    | T                     | H*                    | B                     | BT                    | BB                    | HS                    |                       |
| --------------------- | ------------------------ | --------------------- | --------------------- | --------------------- | --------------------- | --------------------- | --------------------- | --------------------- | --------------------- |
| 1975 đến 1995         | Không tham dự            | —                     | —                     | —                     | —                     | —                     | —                     | —                     |                       |
| 1997                  | Vòng bảng                | 3                     | 0                     | 0                     | 3                     | 0                     | 32                    | -32                   |                       |
| 1999                  | Vòng bảng                | 4                     | 1                     | 0                     | 3                     | 2                     | 31                    | -29                   |                       |
| 2001                  | Vòng bảng                | 4                     | 0                     | 0                     | 4                     | 1                     | 34                    | -33                   |                       |
| 2003                  | Vòng bảng                | 4                     | 0                     | 0                     | 4                     | 2                     | 15                    | -13                   |                       |
| 2006                  | Không vượt qua vòng loại | —                     | —                     | —                     | —                     | —                     | —                     | —                     |                       |
| 2008 đến 2018         | Không tham dự            | —                     | —                     | —                     | —                     | —                     | —                     | —                     |                       |
| 2022                  | Không vượt qua vòng loại | —                     | —                     | —                     | —                     | —                     | —                     | —                     |                       |
| Tổng                  | 4/19                     | 15                    | 1                     | 0                     | 14                    | 5                     | 112                   | -107                  |                       |

*Trận hòa bao gồm các trận đấu loại trực tiếp được quyết định bằng sút luân lưu.

## Đội hình hiện tại
| 1  | TM | Jena Cruz           | 2 tháng 8, 1994   | 0 | 0 | Harcum College Bears                |  |  |
| 18 | TM | Aubrey Posadas      | 12 tháng 5, 1983  | 0 | 0 | Quality Distributors                |  |  |
|    |    |                     |                   |   |   |                                     |  |  |
| 3  | HV | Haley Nicole Flores | 16 tháng 9, 1996  | 0 | 0 | Slammers FC                         |  |  |
| 5  | HV | Samantha Kaufman    | 6 tháng 4, 1988   | 0 | 0 | Beach FC                            |  |  |
| 6  | HV | Danielle Zavala     | 16 tháng 4, 1990  | 0 | 0 | Đại học Penn State                  |  |  |
| 7  | HV | Simone Willter      | 25 tháng 7, 1991  | 0 | 0 | Doosan Lady Crushers                |  |  |
| 13 | HV | Kristin Thompson    | 22 tháng 12, 1985 | 0 | 0 | Doosan Lady Crushers                |  |  |
| 22 | HV | Tatyana Ungacta     | 8 tháng 8, 1995   | 0 | 0 | Doosan Lady Crushers                |  |  |
|    |    |                     |                   |   |   |                                     |  |  |
| 2  | TV | Maria Amezola       | 17 tháng 11, 1988 | 0 | 0 | San Diego State                     |  |  |
| 4  | TV | Anjelica Perez      | 27 tháng 1, 1991  | 0 | 0 | Doosan Lady Crushers                |  |  |
| 14 | TV | Gabrielle Evaristo  | 6 tháng 9, 1997   | 0 | 0 | Albion SC                           |  |  |
| 20 | TV | Inyssa Perez        | 22 tháng 7, 1994  | 0 | 0 | Cal Poly Pomona Women's Soccer Team |  |  |
| 23 | TV | Maria Abbey Iriarte | 2 tháng 10, 1997  | 0 | 0 | Doosan Lady Crushers                |  |  |
|    |    |                     |                   |   |   |                                     |  |  |
| 9  | TĐ | Lauren Valla        | 31 tháng 10, 1996 | 0 | 0 | Walnut Creek SC                     |  |  |
| 10 | TĐ | Paige Surber        | 10 tháng 12, 1994 | 0 | 0 | Highline College                    |  |  |
| 15 | TĐ | Cassandra Kobinski  | 25 tháng 11, 1991 | 0 | 0 | Doosan Lady Crushers                |  |  |
| 17 | TĐ | Koharu Minato       | 3 tháng 11, 1990  | 0 | 0 | Paintco Lady Strykers               |  |  |
| 25 | TĐ | Dannell Moyer       | 24 tháng 11, 1982 | 0 | 0 | Doosan Lady Crushers                |  |  |